# Fluen (stjernebillede)
 For alternative betydninger, se Fluen. (Se også artikler, som begynder med Fluen)
Fluen (Musca) er et stjernebillede på den sydlige himmelkugle.